# Katja Lucker
Katja Lucker (* 23. September 1969 in Osten) ist eine deutsche Festivalkuratorin und Kulturmanagerin. Sie leitete von 2013 bis Ende 2023 als Geschäftsführerin das Musicboard Berlin. Seit Anfang 2024 ist sie Geschäftsführerin bei der Initiative Musik. Katja Lucker lebt in Berlin.

## Werdegang
Katja Lucker wurde am 23. September 1969 im niedersächsischen Osten geboren. Ihr Bruder ist der Bildhauer und Restaurator Thomas Lucker.  Ihr Vater war Kapitän, als Kind begleitete sie ihn auf seinem Schiff. Sie ist in Hemmoor zur Schule gegangen und hat dort 1990 ihr Abitur gemacht. Anschließend absolvierte sie in Hamburg und Berlin eine Schauspielausbildung, die sie 1993 mit der Bühnenreifeprüfung abschloss. Danach hat sie in verschiedenen Film- und Theaterprojekten als Schauspielerin gearbeitet.
Von 1997 bis 2012 war sie selbständige Kuratorin und Produzentin in der Berliner Kulturbrauerei. Außerdem war sie im gleichen Zeitraum für den Karneval der Kulturen und das Haus der Berliner Festspiele tätig. Von 2001 bis 2007 arbeitete sie als Produzentin im Bereich der Neuen Musik. Für das Festival MärzMusik produzierte sie 2002 im Haus der Berliner Festspiele gemeinsam mit der Regisseurin Cornelia Heger die Eröffnungsinszenierung von Karl-Heinz Stockhausen. 
Zwischen 2004 und 2007 produzierte sie mit dem Regisseur Daniel Kötter verschiedene Aufführungen mit Werken von Iannis Xenakis und Franco Evangelisti in den Kunstwerken und den Sophiensälen in Berlin.
Von 2007 bis 2011 war Katja Lucker Projektleiterin für die Ruhr 2010. In diesem Rahmen organisierte sie auch Satellitenveranstaltungen bei der Expo in China. 
2013 gründete Katja Lucker das Musicboard Berlin, eine landeseigene GmbH, die die Popkultur in der Stadt fördern soll und die Auslandresidenzen in Los Angeles (Villa Aurora), Detroit, Paris, Tel Aviv und anderen Städten unterhält. Seit 2015 organisiert das Musicboard das Pop-Kultur Festival mit ihr als Festivaldirektorin. Ende 2023 endeten Katja Luckers Tätigkeiten als alleinige Geschäftsführerin des Musicboards und als Festivaldirektorin vom Pop-Kultur Festival.
Seit dem 1. Januar 2024 ist Katja Lucker alleinige Geschäftsführerin der Initiative Musik.

## Schriften (Auswahl)
- Wie Popkultur wirkt und welche Strömungen derzeit auszumachen sind. Das Selbstverständnis der populären Kultur. In: Jahrbuch für Kulturpolitik 2017/18. transcript Verlag, Bielefeld 2018, ISBN 9783839442524.